# Barbara Zápolya
Barbara Zápolya (1495 -  2 de outubro de 1515) foi Rainha da Polônia e Grã-Duquesa da Lituânia enquanto primeira esposa do Rei da Polônia Sigismundo I.
Era a filha de um nobre húngaro, Estêvão Zápolya, e da princesa polaca Edviges de Cieszyn. Barbara era a irmã mais nova do futuro Rei da Hungria János Szapolyai.

Brasão da Família Zápolya.